# Packard Cavalier
La Cavalier è un'autovettura costruita dalla Packard dal 1953 al 1954.

## Contesto
Prodotta solamente in versione berlina, la Cavalier prese il posto della 300, che fu una vettura di gamma medio-alta commercializzata dal 1951 al 1952.
La Cavalier del 1953 era facilmente identificabile, rispetto alle altre Packard, per la caratteristica barra laterale cromata.
La Packard creò anche delle sottoserie della Cavalier, disponibili nel primo anno di produzione. Più precisamente ne furono commercializzate due:
- la Packard Caribbean, che era una due porte cabriolet con una carrozzeria costruita da Mitchell-Bentley di Utica, Michigan. Era basata sull'auto da esposizione Packard Pan-American.
- la Packard Mayfair, che derivava dalla Clipper DeLuxe due porte ma rispetto ad essa aveva interni più lussuosi e finiture cromate.

Un modello cabriolet, che utilizzava gli allestimenti della Cavalier, fu offerto solo nel 1953 e venne commercializzato ad un prezzo più abbordabile rispetto alla Caribbean.
Nel 1954 la Cavalier fu ancora venduta solo in versione berlina, ma le sottoserie non vennero commercializzate. La Caribbean fu comunque offerta, ma venne spostata nella linea Senior della Packard, cioè nella gamma di vetture più lussuose; rimase in produzione fino a quando la costruzione dei modelli della Casa automobilistica di Detroit fu trasferita negli stabilimenti Studebaker di South Bend, nel 1956.
Nel 1955 il nome Cavalier fu ritirato, ed il modello venne assorbito dalla linea Clipper.